# Tonikum
Tonika (z řeckého tonikos – napjatý) jsou léčiva – látky nebo rostlinné drogy – které působí regeneračně, výživně a posilují celý organismus. Jako tonikum se užívá celá řada látek, k nejznámějším patří ženšen, guarana, eleuterokok ostnitý, klanopraška čínská, parcha saflorová, rozchodnice růžová. Mnohé tonizující látky se považují za tzv. adaptogeny, látky zvyšující odolnost proti zátěži a stresu.